# Liberty Lake
Liberty Lake ist eine City im US-Bundesstaat Washington.
Liberty Lake liegt im Spokane County am Fluss Spokane etwa auf dem halben Weg zwischen dem County-Sitz Spokane und Coeur d’Alene, dem Sitz des benachbarten Kootenai County. Im Westen grenzt die selbständige Gemeinde direkt an Spokane Valley, im Osten an Post Falls, das bereits zu Idaho gehört.
Zwischen 2000 und 2010 stieg die Einwohnerzahl von ca. 4500 auf 7500, womit der Ort zu den am schnellsten wachsenden in Washington zählt.
Der United States Census hat 2020 eine Einwohnerzahl von 12.003 ermittelt.